# Чераул
Чераул (баш. Сөрауыл) — село в Янаульском районе Башкортостана. Входит в Первомайский сельсовет.

## География
Расположено на реке Ваня. Расстояние до:
- районного центра (Янаул): 26 км,
- центра сельсовета (Сусады-Эбалак): 17 км,
- ближайшей ж/д станции (Янаул): 26 км.

## История
Основана во 2-й половине XVIII века русскими крестьянами на территории Осинской дороги.
Согласно ревизии 1795 года, в деревне проживало 38 душ дворцовых и 47 душ ясачных крестьян.

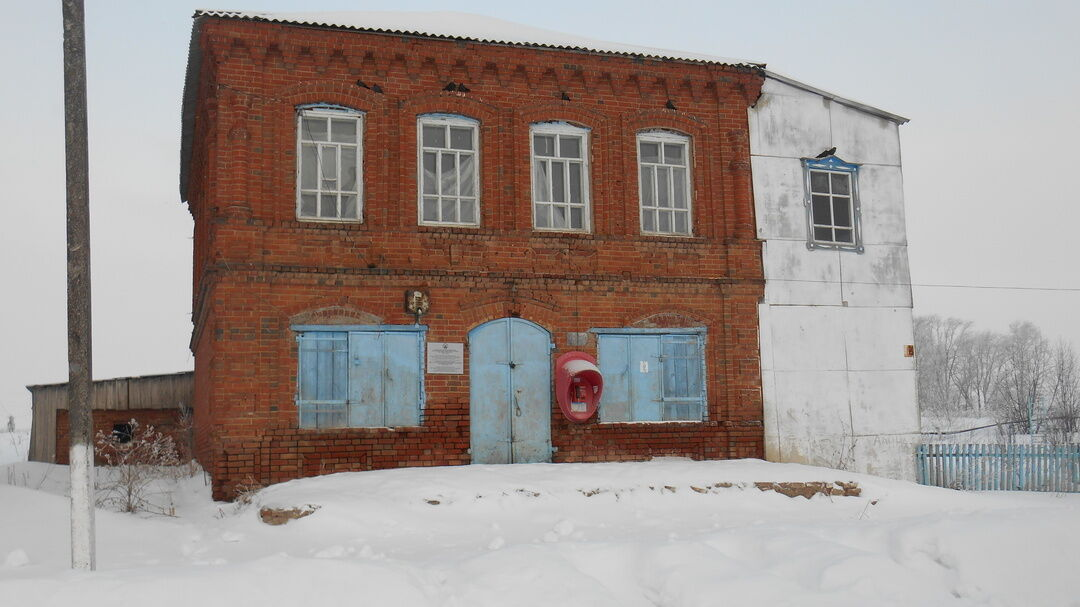
Дом купца Топчиенкова — постройка начала XX века в Черауле

В 1870 году в селе Чераул 3-го стана Бирского уезда Уфимской губернии в 94 дворах — 754 человека (347 мужчин, 407 женщин), все русские. Имелись 2 православных церкви, волостное правление, училище, кожевенный и маслобойный заводы, 7 водяных мельниц и 12 лавок; проводились базары по понедельникам. Жители занимались пчеловодством.
В 1896 году в селе Чераул Черауловской волости VII стана Бирского уезда 180 дворов и 1180 жителей (589 мужчин и 591 женщина). Из заведений имелись церковь, школа, волостное правление, 2 хлебозапасных магазина, 2 торговые лавки, винная лавка, 5 мельниц и 3 маслобойных завода.
По данным переписи 1897 года в деревне проживало 1173 жителя (570 мужчин и 603 женщины), из них 1164 были православными.
В 1906 году — 1422 человека, имелись церковь (построенная в 1864 году), земская школа, 2 кузницы, слесарная мастерская, винная и 4 бакалейные лавки, хлебозапасный магазин. Затем была открыта ещё церковно-приходская школа.
В 1920 году по официальным данным в селе было 262 двора и 1405 жителей (642 мужчины, 763 женщины), по данным подворного подсчета — 1477 русских и 23 белоруса в 272 хозяйствах.
В 1924 году Черауловская волость была упразднена, и в 1926 году село относилось к Краснохолмской волости Бирского кантона Башкирской АССР.
С 1931 года существовал колхоз им. Молотова.
В 1939 году население села составляло 1160 жителей, в 1959 году — 647.
С 1940-х годов по 1968 год в селе существовала семилетняя школа.
В 1982 году население — около 190 человек.
В 1989 году — 143 человека (68 мужчин, 75 женщин).
В 2002 году — 185 человек (97 мужчин, 88 женщин), русские (86 %).
В 2010 году — 121 человек (59 мужчин, 62 женщины).

## Население
| 2002 | 2009 | 2010 |
| ---- | ---- | ---- |
| 185  | ↘142 | ↘121 |

## Известные уроженцы
- Синельников, Валентин Иванович (1923—2005) — создатель музея С. Есенина в городе Липецке, почётный гражданин Липецка.